# Longyu
Yehe Nara Jingfen, del clan Manciù Bandiera a Fondo Giallo Yehe Nara (Pechino, 28 gennaio 1868 – Pechino, 22 febbraio 1913), è stata un'imperatrice cinese, moglie e imperatrice consorte di Zaitian, l'imperatore Guangxu. Fu imperatrice consorte della dinastia Qing dal 1889 fino alla morte del marito nel 1908, dopo di che fu onorata come imperatrice vedova Longyu. Fu onorata postuma con il titolo di imperatrice Xiaodingjing.
Divenne reggente durante la minore età di Pu Yi, l'imperatore Xuantong dal 1908 al 1912. A nome dell'imperatore, firmò l'editto di abdicazione, ponendo di fatto fine a duemila anni di storia imperiale cinese.

## Vita

### Contesto familiare
- Padre: Guixiang (桂祥; 1849-1913), prestò servizio come ufficiale militare di primo grado (都統) e detenne il titolo di duca di terza classe (三等公)
  - Nonno paterno: Huizheng (惠徵; 1805–1853), deteneva il titolo di duca di terza classe (三等公)
  - Nonna paterna: Lady Fuca
  - Zia paterna: l'imperatrice Xiaoqinxian (1835–1908), madre dell'imperatore Tongzhi (1856–1875)
  - Zia paterna: Wanzhen (1841–1896), la madre dell'imperatore Guangxu (1871–1908)
- Madre: Lady Aisin Gioro
- Due fratelli
- Una sorella maggiore, Jingrong (Yehenara) (1866-1933), e una sorella minore, Yehenara Jingfang

### Era Tongzhi
Jingfen nacque il quarto giorno del primo mese lunare del settimo anno del regno dell'imperatore Tongzhi, che secondo il calendario gregoriano corrisponde al 28 gennaio 1868.

### Era Guangxu

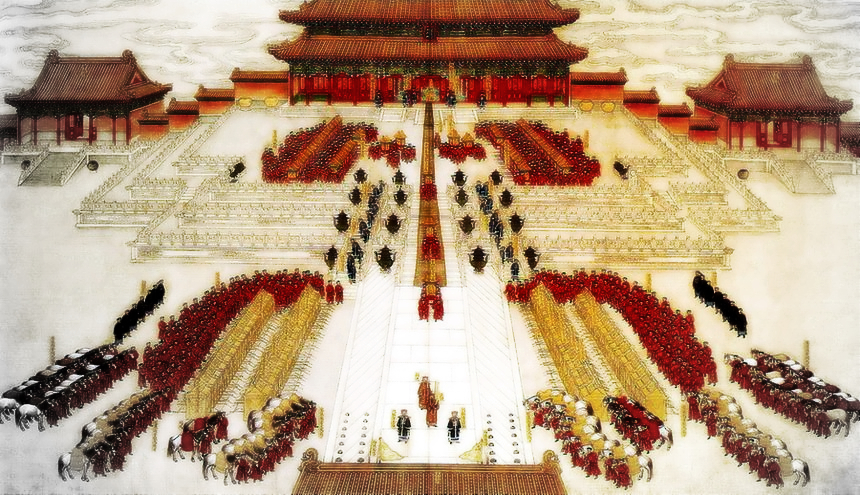
Matrimonio dell'imperatore Guangxu e Jingfen

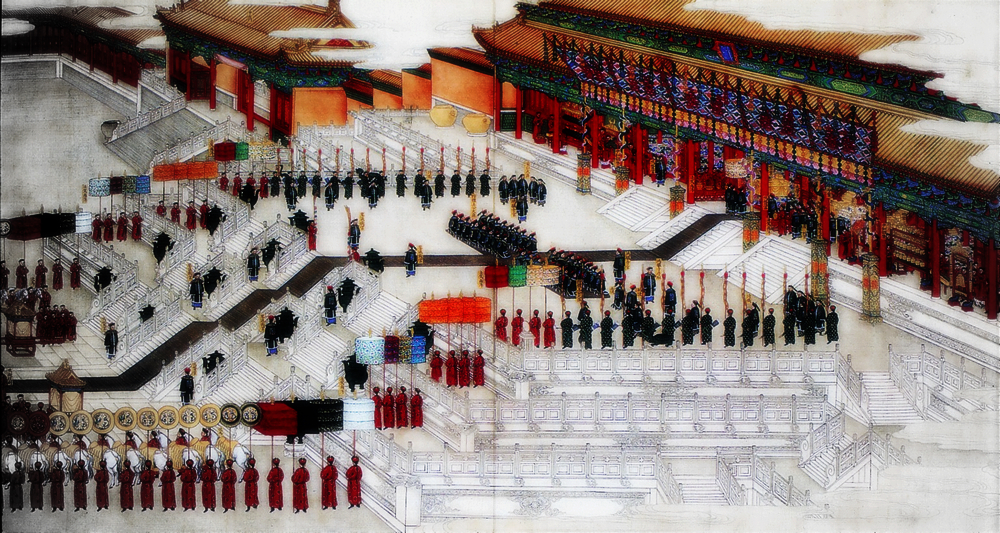
Matrimonio dell'imperatore Guangxu e Jingfen

Nel 1889, Cixi, che servì come reggente durante la minore età dell'imperatore Guangxu, decise che l'imperatore avrebbe dovuto sposarsi prima di poter formalmente prendere le redini del potere. Scelse sua nipote, la figlia di Guixiang, come moglie principale dell'imperatore Guangxu perché voleva rafforzare l'influenza del clan Yehe Nara all'interno della famiglia imperiale.
Jingfen sposò l'imperatore Guangxu il 26 febbraio 1889 e divenne sua imperatrice subito dopo le nozze. La cerimonia nuziale fu un'occasione estremamente stravagante e spettacolare. Il 16 gennaio 1889, la Città Proibita prese fuoco e la Porta della Suprema Armonia bruciò. Secondo le tradizioni imperiali, il percorso del corteo nuziale dell'imperatore doveva passare attraverso la Porta della Suprema Armonia, che fu completamente distrutta. Di conseguenza, molte persone credettero che questo incidente fosse un cattivo presagio.
Poiché la ricostruzione della porta avrebbe richiesto molto tempo e la data delle nozze dell'imperatore non poteva essere posticipata una volta decisa, Cixi ordinò la costruzione di una tenda che assomigliasse alla porta. Gli artigiani usarono carta e legno per costruirla e, una volta terminata, la tenda aveva esattamente la stessa altezza e larghezza della porta originale, con ornamenti estremamente simili all'originale. All'inizio, anche le persone che camminavano regolarmente nel palazzo interno non riuscivano a distinguere la differenza tra la porta originale e la tenda temporanea.
Dopo il loro matrimonio, l'imperatrice fu detestata e ignorata dall'imperatore Guangxu, che favoriva la consorte Zhen del clan Tatara. All'inizio, Cixi considerava Zhen favorevolmente, ma dopo aver scoperto che aveva speso troppo la sua indennità e si era intromessa nelle nomine politiche, la declassò. Alla fine Cixi divenne più ostile a Zhen e la mise nel "palazzo freddo".
Poiché si opponeva fermamente al programma di riforma dei cento giorni dell'imperatore Guangxu del 1898, Cixi fece porre l'imperatore agli arresti domiciliari nel Palazzo d'Estate. L'imperatrice spiava spesso l'imperatore Guangxu e riferiva ogni sua azione a Cixi. Nel 1900, durante la rivolta dei Boxer, l'imperatrice fuggì con Cixi e l'imperatore Guangxu a Xi'an quando Pechino fu occupata dalle forze dell'Alleanza delle otto nazioni.
Sia Yu Deling che Katherine Carl, che trascorsero del tempo alla corte di Cixi dopo la ribellione dei Boxer, ricordarono l'imperatrice Jingfen come una figura gentile e piacevole.

### Era Xuantong
L'imperatore Guangxu e Cixi morirono a un giorno di distanza l'uno dall'altro nel 1908, dopodiché Jingfen fu promossa imperatrice vedova con il nome onorario di "Longyu", che significa "di buon auspicio e prospero".
Subito dopo la morte dell'imperatore Guangxu, Cixi nominò Pu Yi, un nipote dell'imperatore Guangxu, come nuovo imperatore. Poiché l'imperatrice vedova Longyu non aveva avuto figli con l'imperatore Guangxu, adottò il neonato Pu Yi come suo figlio. Sebbene Cixi avesse decretato prima della sua morte che la corte imperiale Qing non avrebbe mai più permesso alle donne di servire come reggenti, Longyu rimase la figura di spicco nel governo Qing e fu consultata su tutte le decisioni importanti. Ma poiché era inesperta in politica, nei primi anni del regno di Pu Yi, il padre biologico dell'imperatore, Zaifeng (principe Chun), servì come reggente di Pu Yi insieme al generale Yuan Shikai.
Su consiglio di Yuan Shikai nell'autunno del 1911, l'imperatrice vedova Longyu accettò di firmare un'abdicazione per conto del piccolo Pu Yi di cinque anni. Accettò solo se alla famiglia imperiale fosse stato permesso di mantenere i suoi titoli. Altri accordi erano i seguenti:
- La famiglia imperiale poteva conservare i propri beni.
- Potevano rimanere temporaneamente nella Città Proibita, per poi trasferirsi definitivamente al Palazzo d'Estate.
- Riceverebbero uno stipendio annuale di quattro milioni di tael d'argento.
- I mausolei imperiali sarebbero stati protetti e curati.
- Il nuovo governo avrebbe pagato il funerale dell'imperatore Guangxu e la costruzione della sua tomba.

### Era repubblicana

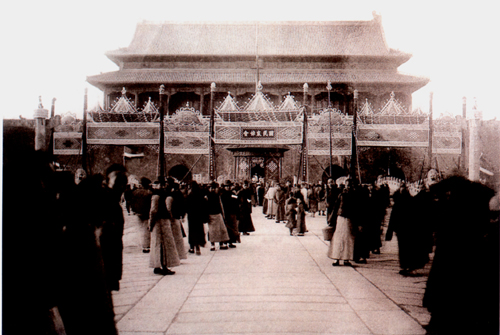
Corteo funebre dell'imperatrice vedova Longyu a Tienanmen nel 1913

La dinastia Qing giunse al termine nel 1912 e fu sostituita dalla Repubblica di Cina. Pochi mesi dopo la caduta della dinastia Qing, il 22 febbraio 1913, l'imperatrice vedova Longyu morì a Pechino dopo una malattia. Aveva 45 anni e fu l'unica imperatrice cinese la cui bara fu trasportata dalla Città Proibita alla sua tomba in treno. Al suo funerale, il vicepresidente della Repubblica di Cina, Li Yuanhong, la lodò per essere "la più eccellente tra le donne". Fu sepolta nel mausoleo Chong delle tombe Qing occidentali con l'imperatore Guangxu.

## Titoli
- Durante il regno dell'imperatore Tongzhi (r. 1861–1875):
  - Lady Yehe Nara (dal 28 gennaio 1868)
- Durante il regno dell'imperatore Guangxu (r. 1875–1908):
  - Imperatrice (皇后; dal 26 febbraio 1889)[3]
- Durante il regno dell'imperatore Xuantong (r. 1908–1912):
  - Imperatrice vedova Longyu (隆裕皇太后; dal 14 novembre 1908)[4]
- Durante gli anni della Repubblica Cinese (1912–1949):
  - Imperatrice Xiaodingjing (孝定景皇后; dal 1913)

## Galleria d'immagini

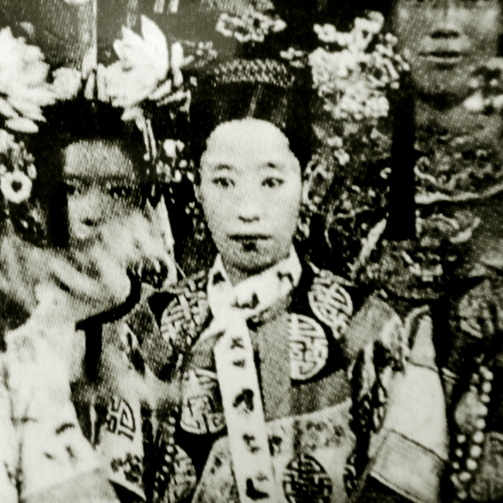
Come imperatrice consorte
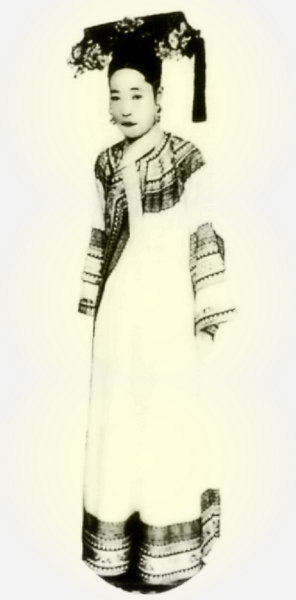
Come imperatrice vedova
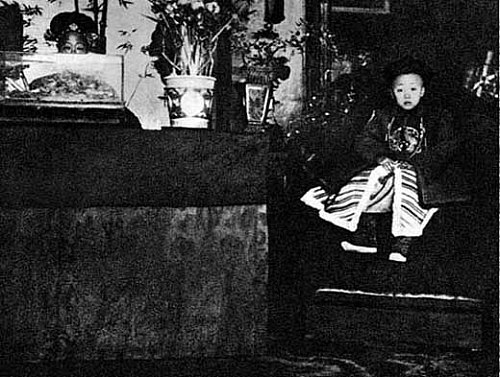
Il giovane Puyi, l'imperatore Xuantong e Jingfen, l'imperatrice vedova Longyu

## Nella narrativa e nella cultura popolare
- Interpretata da Lin Jing in I dolori della Città Proibita (1948)
- Interpretata da Ivy Ling Po in The Empress Dowager (1975) e The Last Tempest (1976)
- Interpretata da Liang Yuejun in L'ultimo imperatore (1987)
- Interpretata da Gong Lijun in Li Lianying: L'eunuco imperiale (1991)
- Interpretata da Suet Lei in Ascesa e caduta della dinastia Qing (1992)
- Interpretata da Jiang Nan in Verso la Repubblica (2003)
- Interpretata da Yan Zi in Princess Der Ling (2006)
- Interpretata da Fan Bingbing in The Founding of a Party (2011)
- Interpretata da Joan Chen in 1911 (2011)
- Interpretata da Li Sheng in Il primo presidente (2011)
- Interpretata da Kara Hui in La leggenda dell'ultimo imperatore (2014)
- Interpretata da Pauline Chow in L'ultimo guaritore nella Città Proibita (2016)
- Interpretata da Zhao Ziqi in The Master of Cheongsam (2021)